# Mesochorus laricis
Mesochorus laricis là một loài tò vò trong họ Ichneumonidae.